# Atletica leggera alla XXIX Universiade - Salto in lungo femminile
Il salto in lungo femminile alla XXIX Universiade si è svolto dal 23 al 24 agosto 2017.

## Podio
| Oro     | Alina Rotaru Romania  |
| Argento | Nektaria Panayi Cipro |
| Bronzo  | Anna Bühler Germania  |

## Risultati

### Qualificazioni
Si qualificano alla finale le atlete che saltano 6,30 m Q o le dodici migliori misure q.
| Posizione | Gruppo | Atleta                  | Nationalità   | #1   | #2   | #3   | Risultato | Note |
| --------- | ------ | ----------------------- | ------------- | ---- | ---- | ---- | --------- | ---- |
| 1         | A      | Alina Rotaru            | Romania       | 6.37 |      |      | 6.37      | Q    |
| 2         | A      | Māra Grīva              | Lettonia      | 6.26 | –    | –    | 6.26      | q    |
| 3         | B      | Milena Mitkova          | Bulgaria      | 6.06 | 6.12 | 6.21 | 6.21      | q    |
| 4         | A      | Rougui Sow              | Francia       | 5.98 | x    | 6.21 | 6.21      | q    |
| 5         | B      | Matilda Bogdanoff       | Finlandia     | x    | 5.97 | 6.19 | 6.19      | q    |
| 6         | A      | Lynique Prinsloo        | Sudafrica     | 6.18 | 6.01 | 5.96 | 6.18      | q    |
| 7         | B      | Nektaria Panayi         | Cipro         | 6.14 | –    | –    | 6.14      | q    |
| 8         | B      | Romaissa Belabiod       | Algeria       | 6.12 | 5.90 | 5.56 | 6.12      | q    |
| 9         | B      | Samiyah Samuels         | Stati Uniti   | x    | 6.08 | 6.01 | 6.08      | q    |
| 10        | B      | Anna Bühler             | Germania      | 6.07 | x    | 5.57 | 6.07      | q    |
| 11        | A      | Mary Zawadi Unyuthfua   | Uganda        | 5.55 | 5.98 | 5.98 | 5.98      | q    |
| 12        | A      | Fu Luna                 | Cina          | 5.93 | x    | 5.69 | 5.93      | q,   |
| 13        | B      | Sandra Latrace          | Canada        | 5.65 | 5.88 | 5.91 | 5.91      |      |
| 14        | A      | Gloria Maldonado        | Messico       | 5.87 | 5.68 | 5.71 | 5.87      |      |
| 15        | B      | Susana Hernández        | Messico       | 5.71 | 5.77 | 5.84 | 5.84      |      |
| 16        | A      | Tähti Alver             | Estonia       | 5.81 | 5.77 | 5.80 | 5.81      |      |
| 17        | B      | Samantha Pretorius      | Sudafrica     | 5.80 | 5.71 | 5.73 | 5.80      |      |
| 18        | B      | Alevtina Tarasova       | Lettonia      | 5.54 | 5.79 | 5.61 | 5.79      |      |
| 19        | A      | Titose Chilume          | Botswana      | 5.49 | 5.56 | 5.59 | 5.59      |      |
| 20        | B      | Liou Ya-jyun            | Taipei Cinese | 5.39 | 5.47 | 5.55 | 5.55      |      |
| 21        | A      | Lee Hui-jin             | Corea del Sud | 5.40 | 5.52 | 5.50 | 5.52      |      |
| 22        | A      | Felyn Dolloso           | Filippine     | 5.46 | 5.48 | 5.32 | 5.48      |      |
| 23        | B      | Daria Okonnel-Bronin    | Estonia       | 5.13 | 5.28 | 5.38 | 5.38      |      |
| 24        | B      | Christel El Saneh       | Libano        | x    | 5.29 | 5.24 | 5.29      |      |
| 25        | A      | Justice Henderson       | Stati Uniti   | 5.13 | 4.56 | 5.13 | 5.13      |      |
| 26        | A      | Laventa Amutavi         | Kenya         | 4.85 | x    | 4.74 | 4.85      |      |
| 27        | B      | Jayasingha Arachchilage | Sri Lanka     | x    | x    | 4.06 | 4.06      |      |

### Finale
| Posizione | Atleta                | Nationalità | #1   | #2   | #3   | #4   | #5   | #6   | Risultato | Note                                     |
| --------- | --------------------- | ----------- | ---- | ---- | ---- | ---- | ---- | ---- | --------- | ---------------------------------------- |
|           | Alina Rotaru          | Romania     | x    | x    | 6.41 | 6.39 | 6.65 | 6.56 | 6.65      |                                          |
|           | Nektaria Panayi       | Cipro       | 6.42 | x    | 6.27 | 6.27 | 6.36 | 6.37 | 6.42      |                                          |
|           | Anna Bühler           | Germania    | x    | 6.20 | 6.28 | 6.30 | 6.37 | 6.38 | 6.38      |                                          |
| 4         | Milena Mitkova        | Bulgaria    | x    | 6.19 | 6.24 | 6.01 | 6.26 | 6.19 | 6.26      |                                          |
| 5         | Rougui Sow            | Francia     | 6.21 | x    | 6.17 | x    | 6.12 | x    | 6.21      |                                          |
| 6         | Lynique Prinsloo      | Sudafrica   | 6.21 | x    | 5.94 | x    | 6.07 | x    | 6.21      |                                          |
| 7         | Samiyah Samuels       | Stati Uniti | 6.17 | 6.13 | 6.00 | 6.01 | x    | 5.85 | 6.17      |                                          |
| 8         | Māra Grīva            | Lettonia    | 6.15 | 6.16 | 6.05 | 6.14 | x    | 6.15 | 6.16      |                                          |
| 9         | Romaissa Belabiod     | Algeria     | x    | 6.10 | x    |      |      |      | 6.10      |                                          |
| 10        | Matilda Bogdanoff     | Finlandia   | x    | x    | 6.04 |      |      |      | 6.04      |                                          |
| 11        | Fu Luna               | Cina        | x    | 5.74 | 5.97 |      |      |      | 5.97      | Miglior prestazione personale stagionale |
| 12        | Mary Zawadi Unyuthfua | Uganda      | 5.73 | 5.75 | x    |      |      |      | 5.75      |                                          |